# 王家の呪い
王家の呪い（おうけののろい、curse of the pharaohs、ファラオの呪い）とは、エジプト王家の墳墓を発掘する者には呪いがかかる、という信仰である。ツタンカーメンの呪いとも呼ばれる。実際には大幅に脚色された都市伝説のようなものてある。

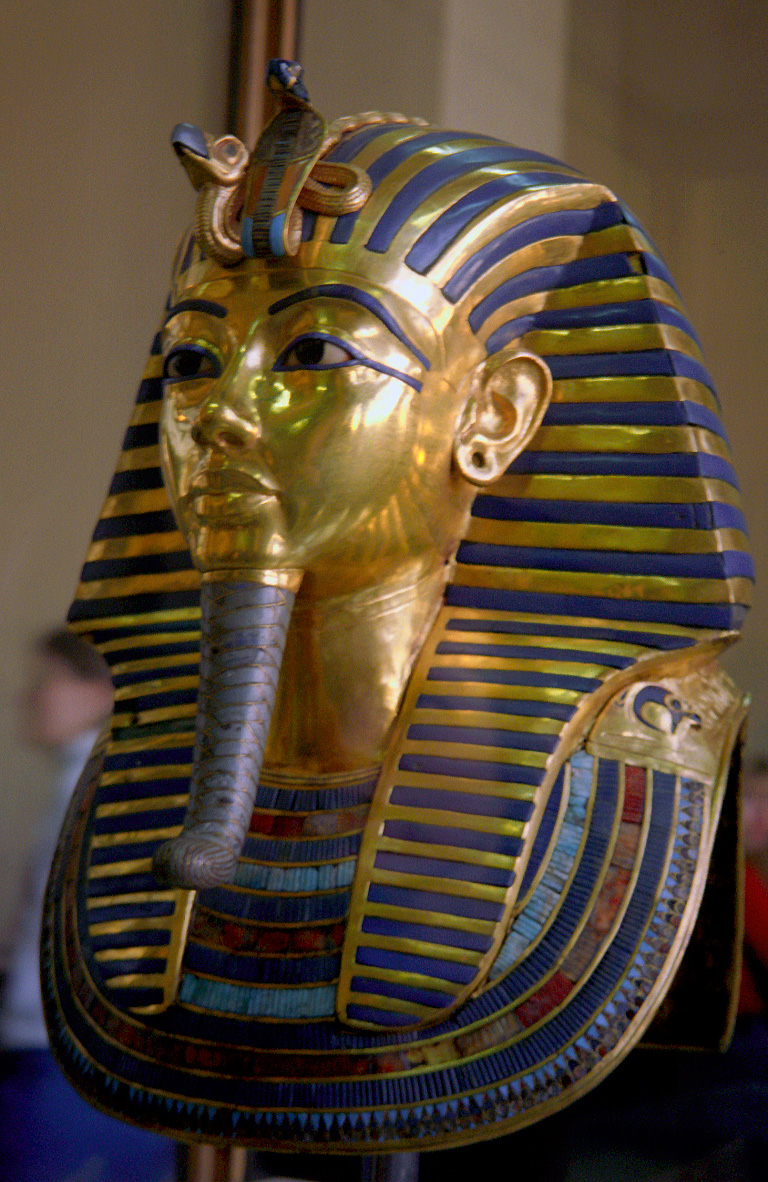
ツタンカーメンの、コブラの姿をした像（ウラエウス）。守り神ウアジェトを表している。

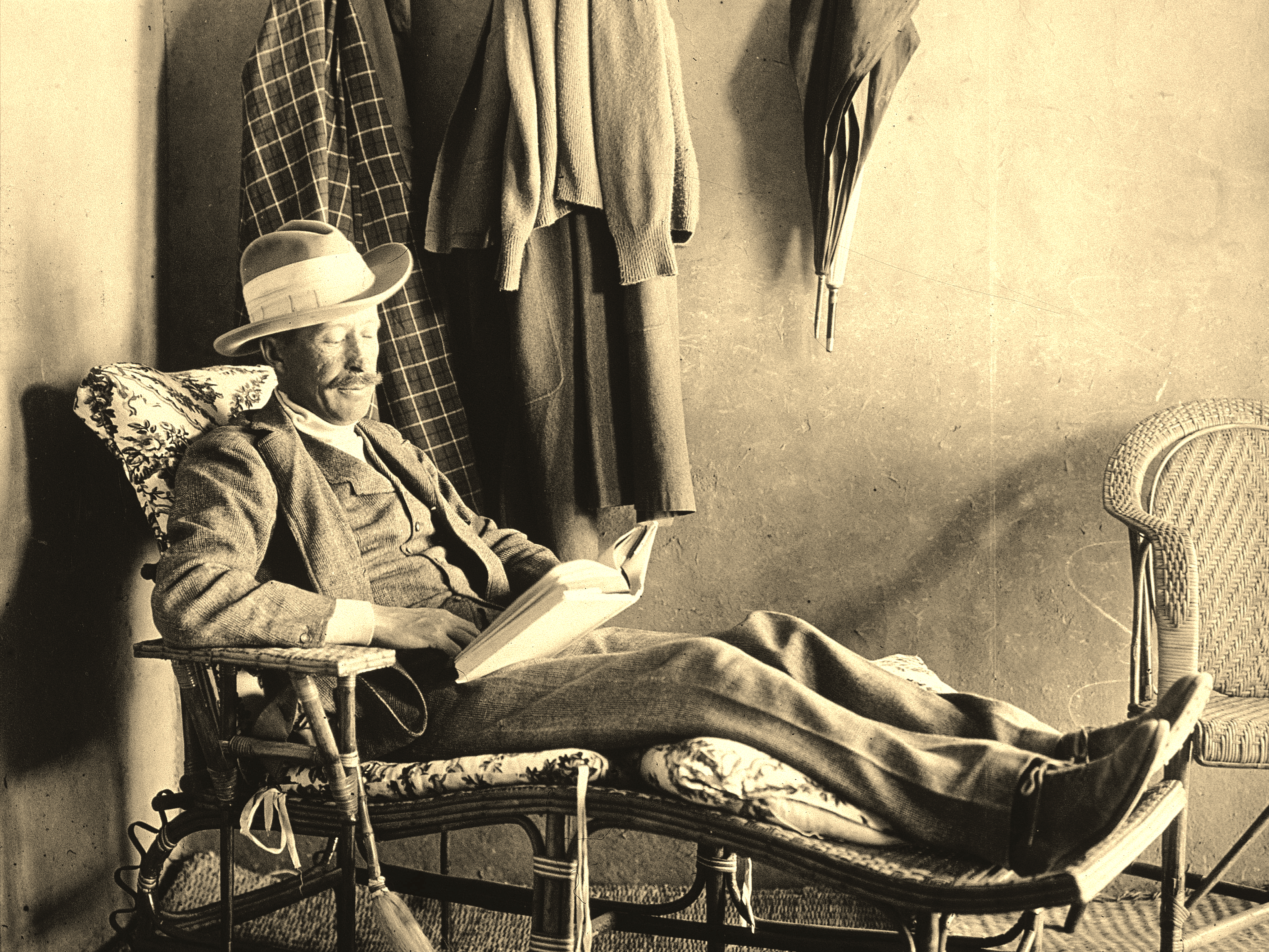
カーナヴォン卿がツタンカーメンの墓をあばいた6週間後に急死したため、当時の新聞にはそれは呪いだとする話がしばしば書かれ、現代まで語りつがれている

## 概要
1920年代のエジプトにおいて、王家の谷でツタンカーメンの墳墓を発掘してミイラをとりだしたカーナヴォン卿および発掘に関係した数名、さらにその一家らが、発掘作業の直後次々と急死したとされる出来事からこうした伝説が生まれ、現在まで語り継がれているが、墓の開封に立ち会った人で実際に急死したのはカーナヴォン卿だけであり、そのカーナヴォン卿も発掘以前に髭を剃っていた時に誤って蚊に刺された跡を傷つけたことにより熱病に感染し、肺炎を併発したことが死因であることが確認されている。

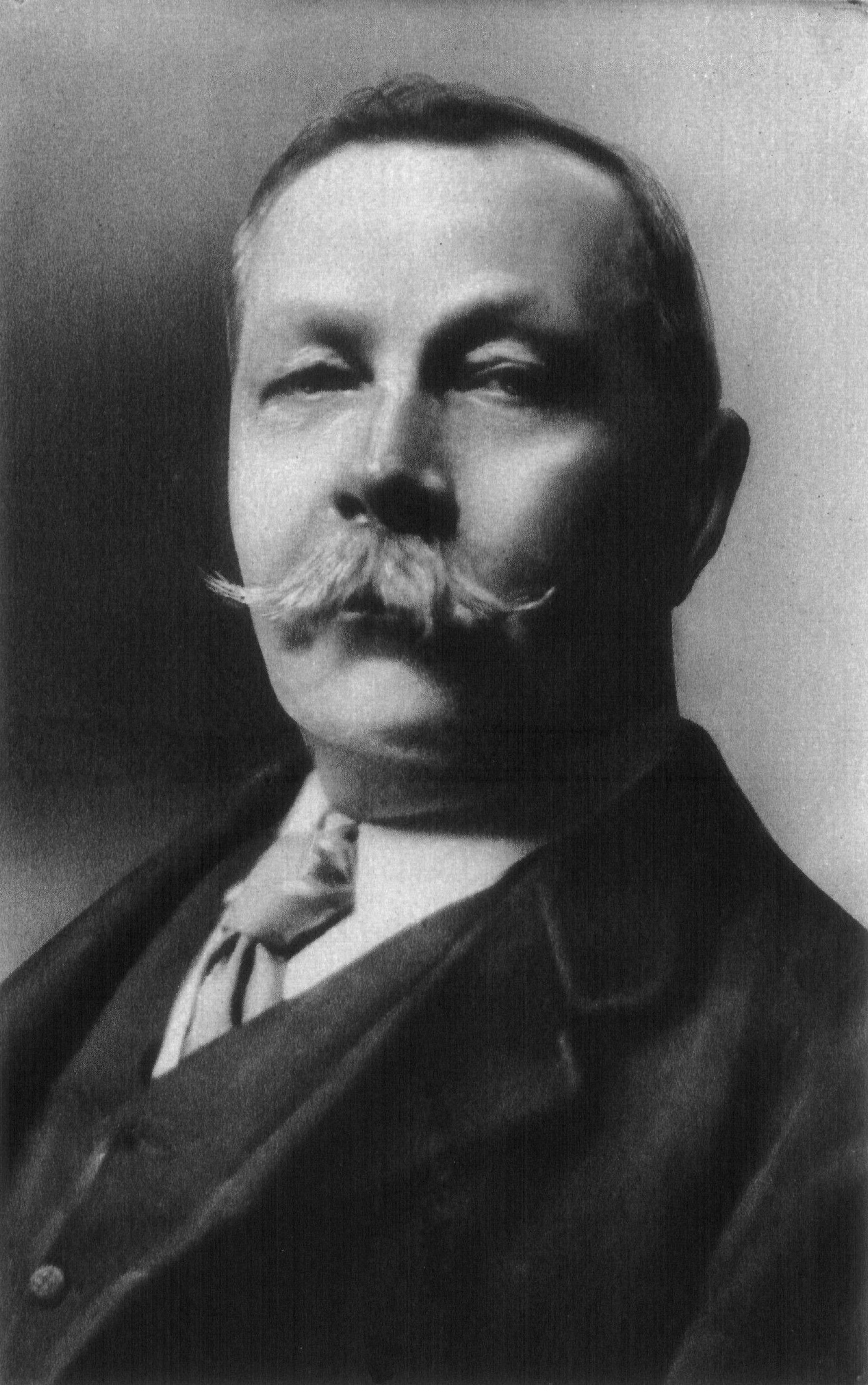
コナン・ドイルも新聞上でカーナヴォン卿の死の原因に関する見解を表明した

何らかのガスが墳墓に溜まっていて、墳墓をあばいた時にそれを吸った影響ではないか、と見なす人もいた。たとえばアーサー・コナン・ドイルもそれに類した見方を好んだ一人で、王の墳墓を荒らす墓荒らしを懲らしめるために致死性のカビのようなものが意図的に配置されていたのではないかと見なした。現在では古代エジプト墳墓の空気も調査されているが、有毒なガス、カビの存在は確認されていない。
ツタンカーメンの墓の発掘に直接携わった者で1年以内に亡くなったのはカーナヴォン卿だけである。呪いの真相については、ハワード・カーターと独占契約を結んだタイムズに対抗した他の新聞社が、発掘関係者が死亡するたびに「王家の呪い」と報じたことが原因である。
2021年スエズ運河封鎖事故の時には、大エジプト博物館へのミイラの移送をイベント化したことへの祟りではないか、との説も浮上し、移送イベントが支障なく終わると鎮静化した。

## 王家の呪いが登場する作品
- 王家の紋章
- エジプト墳墓の呪い - アガサ・クリスティーが発表した短編。ハヤカワ書房出版の『ポアロ登場』に収録されている。
- ルパン三世 (TV第2シリーズ)　エピソード7「ツタンカーメン三千年の呪い」
- サイボーグ009 ファラオ・ウイルス編 - 呪いの正体はツタンカーメンの死因ともなった古代ウイルスであったとする。